# Bartosz Porczyk
Bartosz Porczyk (ur. 6 listopada 1980 w Tomaszowie Mazowieckim) – polski aktor teatralny i telewizyjny, w latach 2006-2016 aktor Teatru Polskiego we Wrocławiu, od października 2016 aktor Teatr Studio. Doktor sztuki, wykładowca Akademii Teatralnej w Warszawie. 

## Życiorys

### Wczesne lata
Jest synem policjanta i urzędniczki. Ukończył III Liceum Ogólnokształcące im. płk. Stanisława Hojnowskiego  Tomaszów Mazowiecki. Chcąc zaimponować dziewczynie, dostał się do łódzkiej Szkoły Filmowej, którą ukończył w 2002.

### Kariera
Debiutował na scenie w sztuce Petera Shaffera Amadeus (2001) w Teatrze im. Stefana Jaracza w Łodzi, gdzie zagrał potem rolę Cliffa Lewisa w przedstawieniu Johna Osborne’a Miłość i gniew (2003). Pojawił się także w musicalu Janusza Józefowicza Metro. Następnie przez kilka miesięcy dorabiał jako kelner w restauracji Foksal w Warszawie.
W latach 2004–2006 związany był z wrocławskim Teatrem Muzycznym Capitol, gdzie wystąpił w musicalach: Jerzego Bielunasa W 80 dni dookoła świata po jako Fogg (2004), Leszka Możdżera Scat, czyli od pucybuta do milionera (2005), My Fair Lady (2006), Mała księżniczka (2006) i Konrada Imieli Śmierdź w górach (2006).
Od listopada 2006 jest aktorem Teatru Polskiego we Wrocławiu.
Jest autorem przedstawienia Smycz, opartego na tekstach Becketta, Sary Kane i jego własnych, a także piosenkach Łony, Marka Grechuty czy Maanamu. 15 czerwca 2019 wystąpił na 56. KFPP w Opolu, podczas koncertu piosenek literackich i kabaretowych „Walizki moje pełne snów...”.
W grudniu 2024 został ogłoszony jednym z jurorów 10. edycji programu You Can Dance – Po prostu tańcz! w TVN.

## Życie prywatne
W 2014 poślubił aktorkę Ewelinę Adamską, z którą ma dwóch synów: Oskara i Gustawa.

## Nagrody
- 2002 – Nagroda Ministra Kultury – Stypendium na rok akademicki 2002/2003 dla najlepszego studenta Wydziału Aktorskiego za osiągnięcia w nauce
- 2003 – Nagroda Aktorska na Festiwalu Szkół Teatralnych w Łodzi za rolę Karta w spektaklu Baal Bertolda Brechta w reż. Marka Fiedora
- 2003 – Nagroda Marszałka Województwa Łódzkiego na XXI Festiwalu Szkół Teatralnych w Łodzi
- 2006 – Tukan Złoty – Główna Nagroda Konkursu, Tukan Dziennikarzy i Tukan Publiczności za wykonanie utworów: „Fabryka Małp” (z rep. zespołu Lady Pank); „Do Ciebie, Aniu, szłem...” (z rep. Łony); „Łatwopalni” (z rep. Maryli Rodowicz) na 27. Konkursie Aktorskiej Interpretacji Piosenki we Wrocławiu
- 2007 – Nagroda za Najlepszą główną rolę męską na XIII Międzynarodowym Festiwalu Teatralnym Dublin Fringe Festival (2007) za rolę w spektaklu Smycz w reż. Natalii Korczakowskiej
- 2007 – Nagroda Aktorska „Jajco festiwalu” za rolę w spektaklu Smycz w reż. Natalii Korczakowskiej na Bydgoskim Festiwalu Prapremier Teatralnych
- 2008 – Nagroda za Najlepszą Rolę Męską na 38. Jeleniogórskich Spotkaniach Teatralnych, za rolę w spektaklu Smycz w reż. Natalii Korczakowskiej
- 2008 – Nagroda Specjalna Prezydenta Miasta Wrocławia na 42. Międzynarodowych Spotkaniach Teatrów Jednego Aktora za rolę w spektaklu Smycz w reż. Natalii Korczakowskiej
- 2008 – Grand Prix za najlepszą pierwszoplanową rolę męską w spektaklu Sprawa Dantona w reż. Jana Klaty
- 2009 – nagroda aktorska na Opolskim Festiwalu Teatralnym Klasyka Polska za rolę Stanisława Wokulskiego w spektaklu Lalka w reż. Wiktora Rubina

## Odznaczenia
- 2011 – Brązowy Medal „Zasłużony Kulturze Gloria Artis”[5]

## Filmografia
- 2001: Impreza (etiuda szkolna) jako chłopak na imprezie
- 2003–2004: Rodzinka jako:
  - Karol, lokator Leszczyńskich (odc. 5),
  - Adam, kolega Kingi (odc. 14),
- 2003–2005: M jak miłość jako:
  - student, kolega Małgorzaty (odc. 171, 332),
  - świadek wypadku (odc. 274)
- 2004: Do potomnego jako Zdzisław Stroński
- 2005: Scat, czyli od pucybuta do milionera – piękny i bogaty jako Adrian Czerwiec
- 2006: Fala zbrodni jako Robert Bukara (odc. 58)
- 2007, 2017–2018: Pierwsza miłość jako:
  - Damian, student scenografii teatralnej,
  - Dariusz Wróbel
- 2007–2010, 2012, 2015, od 2022: Barwy szczęścia jako Adam Jakubik
- 2009: Sprawa Dantona (spektakl telewizyjny) jako Desmoulins
- 2009: Dom nad rozlewiskiem jako Grzegorz, kochanek Małgorzaty (odc. 1, 10)
- 2009: Czas honoru jako oficer gestapo prowadzący podsłuch w kawiarni (odc. 18,25-26)
- 2010: Apetyt na życie jako Maciej Budny
- 2011: Sala samobójców jako stylista Tomasz
- 2011: Rezydencja jako Filip Kendra
- 2011: Popatrz na mnie jako Michał
- 2011: Och, Karol 2 jako steward
- 2011–2013: Galeria jako Adam Wysocki
- 2012: Ja to mam szczęście! jako Karol (odc. 17, 22)
- 2012: Hans Kloss. Stawka większa niż śmierć jako Kurt
- 2013: Przepis na życie jako Filip, osobisty trener "Foczki" (odc. 58, 62)
- 2013: Ambassada jako Przemysław Reiter, mąż Melanii / Anton Reiter
- 2014: Wielka płyta 1972-2018 (widowisko teatralne) jako mężczyzna
- 2014: Warsaw by night jako mężczyzna w meksykańskiej restauracji
- 2014: Ojciec Mateusz jako Daniel Król (odc. 149)
- 2014: Miasto 44 jako Kędzior
- 2014: Lekarze jako Marcin, chłopak Anny (odc. 65)
- 2014: Facet (nie)potrzebny od zaraz jako aktor Tomasz
- 2015: Rybka Canero (spektakl telewizyjny) jako Stanisław Katadreuffe, partner Zenona
- 2015–2017: Na dobre i na złe jako Robert Dębski
- 2015: Chemia jako lekarz na SOR
- 2016: Zaćma jako więzień
- 2017: Volta jako Henri de Valois (Wawel 1574)
- 2018: Druga szansa jako Błażej Rumkowski, pracownik redakcji
- 2019: W rytmie serca jako Maksym, dealer narkotyków
- 2019: Mayday jako Iwo
- 2021: Wesele jako ksiądz D.
- 2022: Ślub doskonały jako drag queen; projektant (2 role)
- 2022: Komisarz Alex jako Rafał Ochman
- 2022: Barwy szczęścia jako Adam Jakubik, syn Barbary
- 2022: Herkules jako Krystian Kosoń (odc. 4)
- 2023: Archiwista II jako Dariusz Flis (odc. 7)

## Dyskografia

### Albumy studyjne
- Sprawca (2011)

### Single
- 2012: Piosenka do czołówki serialu Galeria